# 吳琪銘
吳琪銘（1963年2月24日—），雲林縣東勢鄉人，臺灣政治人物，民主進步黨籍，現任新北市第十選舉區立法委員、民主進步黨中央常務委員與立法院黨團書記長。

## 生平
曾任台灣團結聯盟2005年中華民國任務型國代選舉國大代表，新北市議會第1屆、第2屆市議員，臺北縣議會16屆縣議員，土城市市民代表，新北市消防局義勇消防隊第五大隊大隊長，土城區雲林同鄉會創會長。
2015年4月15日，吳琪銘獲民主進步黨提名，代表參選2016年中華民國立法委員選舉新北市第十選舉區（土城區、三峽區）並順利當選。
2020年1月11日以高票連任。2021年擔任立法院內政委員會召集委員。
2023年5月，民主進步黨提名吳琪銘參選2024年中華民國立法委員選舉新北市第十選舉區。2023年11月，國民黨前立委盧嘉辰替吳琪銘站台，大力稱讚歷年政績。2024年1月13日擊敗國民黨對手並以103,437票高票連任，創下選區最高得票記錄。
2025年3月，於大罷免風潮下遭罷免團體「去怋除穢」提起罷免，經第一階段補件後，於4月9日領取第二階段連署人名冊格式。

## 第九屆立法委員
2018年共同爭取前瞻基礎建設555億捷運萬大樹林線二期納入前瞻計畫第二期特別預算，全長13.3公里。

## 第十屆立法委員
2020年5月針對立法院擴建議題，吳琪銘表示「土城看守所的爭議相對較小，遇到的阻力也比較少，且該處腹地超過10公頃，現在已確定要遷移，未來周邊會有2個交流道、3條捷運路網，交通便利性應較符合。」
2021年9月擔任立法院第十屆第四會期內政委員會召委。
2023年1月擔任立法院第十屆第七會期民進黨黨團書記長。
2023年國道三號新北土城的金城交流道動工，交通部次長陳彥伯提到，該工程向中央提報到第九次才通過核定，主要交流道間位置過近及用地取得問題，當中吳琪銘多次協調。工程總經費約56.48億元，預計2027年底完工。

## 爭議事件

### 遠雄弊案無保請回
法務部廉政署偵監發現趙藤雄都是親自與吳琪銘碰面接洽；因此以被告身分約談吳琪銘，偵訊後無保請回。

### 前公司違建爭議
吳琪銘創立的餐廳「雲林鵝肉城」，占用後方巷弄道路空間，曾擔任董事長的「大中華保全公司」，整座建物由鐵皮屋搭建而成，皆為違建。新北市工務局指出，依照「新北市違章建築拆除優先次序表」規定，此2處違建都屬於D種一般性違建，也是2009年6月25日以前存在的既存違建，目前列入排拆程序，若未來有危害公共安全、交通、衛生的情況，則會優先拆除。

### 前公司違反勞基法
吳琪銘曾擔任大中華保全公司董事長。根據勞動部資料顯示，大中華保全公司從2023年1月到9月，就被檢舉違反多項勞動基準法、勞工職業災害保險及保護法，而被勞動部、新北市政府勞檢處、台北市政府勞動局處分並公告。

## 選舉紀錄
| 年度 | 選舉屆數                   | 選舉區                 | 所屬政黨     | 得票數  | 得票率 | 當選標記 | 備註 |
| ---- | -------------------------- | ---------------------- | ------------ | ------- | ------ | -------- | ---- |
| 2002 | 第十七屆土城市市民代表選舉 | 臺北縣土城市           | 台灣團結聯盟 | 4,121   | 8.63%  |          |      |
| 2005 | 任務型國民大會代表選舉     | 任務型國民大會代表選舉 | 台灣團結聯盟 | 273,147 | 7.05%  |          |      |
| 2005 | 第十六屆臺北縣議員選舉     | 臺北縣第四選舉區       | 台灣團結聯盟 | 14,904  | 5.83%  |          |      |
| 2010 | 第一屆新北市議員選舉       | 新北市第七選舉區       | 民主進步黨   | 33,978  | 11.16% |          |      |
| 2014 | 第二屆新北市議員選舉       | 新北市第七選舉區       | 民主進步黨   | 30,103  | 10.56% |          |      |
| 2016 | 第九屆立法委員選舉         | 新北市第十選舉區       | 民主進步黨   | 102,854 | 58.50% |          |      |
| 2020 | 第十屆立法委員選舉         | 新北市第十選舉區       | 民主進步黨   | 92,665  | 44.77% |          |      |
| 2024 | 第十一屆立法委員選舉       | 新北市第十選舉區       | 民主進步黨   | 103,437 | 50.58% |          |      |

## 外部連結
- 新北市議會議員個人網站（页面存档备份，存于）
- 吳琪銘 粉絲團 Facebook （页面存档备份，存于）
- 立法院 -吳琪銘委員（页面存档备份，存于）
- YouTube上的吳琪銘頻道